# Néstor Astudillo
Néstor Astudillo es un sindicalista y activista venezolano, dirigente del partido político Bandera Roja en el estado Miranda. Ha ejercido activismo sindical en el estado Falcón, además de en Guárico. Fue detenido arbitrariamente en julio de 2022.

## Detención
Astudillo fue detenido arbitrariamente en julio de 2022 y acusado de los delitos de «asociación para delinquir» y «conspiración», junto con el sindicalista Gabriel Blanco. La organización no gubernamental Foro Penal lo incluyó en su registro de presos políticos en el país. La detención también fue descrita como arbitraria por la plataforma Alerta Venezuela (conformada por Acceso a la Justicia, el Centro de Derechos Humanos de la Universidad Católica Andrés Bello, Civilis Derechos Humanos, la Coalición de Organizaciones por el Derecho a la Salud y la Vida y Espacio Público), la cual también denunció que recientemente las fuerzas de seguridad también habían efectuado detenciones arbitrarias en contra de varias dirigentes sindicales, activistas de derechos humanos y contra sus familiares. Un total de 108 organizaciones no gubernamentales y sindicatos exigieron la liberación de Néstor, junto a la de seis activistas y sindicalistas que fueron detenidos la misma semana. El partido político Bandera Roja denunció que «La represión se extiende a varios militantes de nuestro partido», responsabilizando a Nicolás Maduro por las detenciones y de la vida de sus militantes detenidos. El partido expresó que varios de los militantes habían denunciado las políticas «antinacionales» y «antiobreras» de la gestión de Maduro.

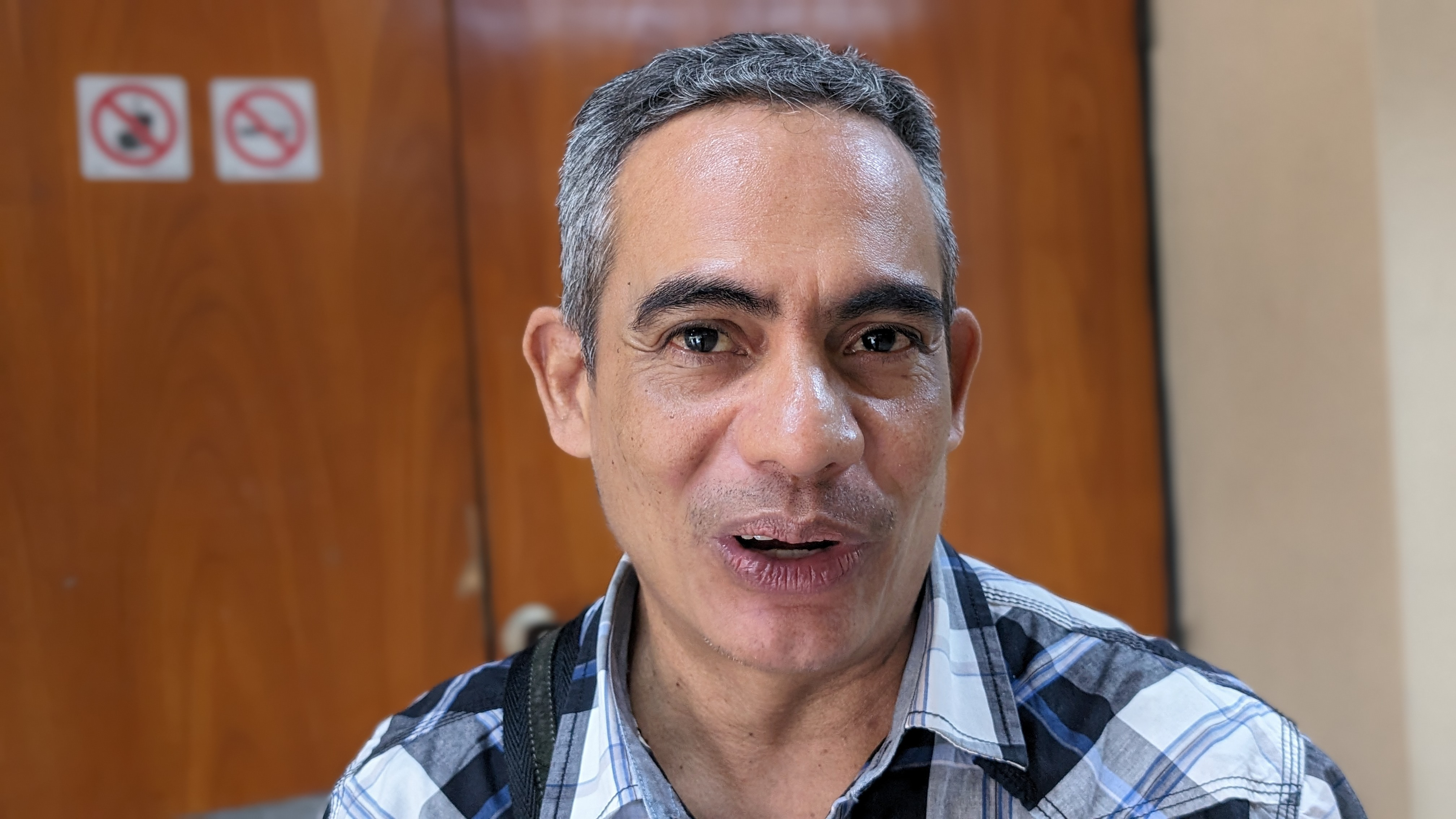
Foto de Néstor Astudillo.

Los Comités Populares de Derechos Humanos en Caracas y el estado Miranda de las parroquias Coche, La Vega, Santa Rosalía, San Pedro, La Dolorita y Petare, junto a los sectores Montalbán y Las Mayas, le exigieron a través de una carta al defensor del pueblo, Alfredo Ruiz, a involucrarse en el proceso de los sindicalistas y activistas detenidos desde el 4 de julio, incluyendo a Astudillo, pidiendo una respuesta determinante para establecer las responsabilidades respectivas luego de los arrestos. Los comités denunciaron que los allanamientos tuvieron lugar sin órdenes judiciales y sin la presencia de fiscales del Ministerio Público. El 18 de julio, la coordinadora de derechos humanos del partido Bandera Roja, Susana Rojas, denunció que los representantes encargados de la defensa de los sindicalistas, activistas y militantes del partido no tenían acceso a los expedientes de los detenidos para realizar las apelaciones respectivas.
El 19 de julio, comités, organizaciones sociales, sindicales y de derechos humanos realizaron una concentración en la Plaza Morelos de Caracas para protestar en contra de la ola de detenciones contra los activistas. Los participantes entregaron un documento ante la Defensoría del Pueblo, exigiendo la intervención de la institución para garantizar el cumplimiento de las garantías procesales e integridad de los detenidos. En agosto de 2023 fue condenado a 16 años de prisión por "conspiración" y "asociación para delinquir" junto a Reynaldo Cortés, Alcides Bracho, Alonso Meléndez, Gabriel Blanco y Emilio Negrín. Fue excarcelado el 20 de diciembre de 2023.